# الخلايا المضربية
الخلايا المِضْرَبيَّة (بالإنجليزية: Club cells)‏ ، تُعرَف أيضاً بالخلايا القُصَيبيّة ذات الإفراز الخارجي Exocrine bronchiolar cells وتُعرَف أساساً بخلايا كلارا (انظر قسم المصطلحات)، وهي خلايا تأخذ شكل القبة ولها زُغيبات قصيرة، وتوجد في الطرق الهوائية الصغيرة (القُصَيبات) للرئتين.
وُجِدَت الخلايا المضربية في الظهارة البسيطة المهدبة. تفرز هذه الخلايا الغليكوز أمينوغليكانات لتحمي بطانة القُصَيبات. يزداد عدد الخلايا القُصَيبيّة تدريجياً بالتزامن مع نقصان عدد الخلايا الكأسية.
إحدى الوظائف الرئيسية للخلايا المِضربية هي حماية الظهارة القصبيّة. وهي تقوم بذلك من خلايا إفراز عدد من المفرزات، وتحتوي هذه المفرازات على بروتين اليوتيروغلوبين، وعلى سائل مشابه لمكونات العامل الفعّال بالسطح للرئتين (السورفاكتانت). وهي أيضاً مسؤولة عن إزالة سمية المواد الضارة المستنشقة إلى الرئتين. وتقوم بذلك من خلال أنزيمات السيتوكروم P450 الموجودة في الشبكة الهيولية الباطنة الملساء. وتُعتَبر الخلايا المضربية بمثابة خلايا جذعية أيضاً، حيث تتكاثر وتتمايز إلى خلايا مهدبة لتجديد الظهارة القصبية.

## الآلية
تمثل القُصَيبات التنفسية الانتقال من الجزء الناقل إلى الجزء التنفسي للجهاز التنفسي. إنَّ القنوات الضيقة والتي يكون قطرها أقل من 2 مم تصطف فيها ظهارة مكعبة بسيطة، تتكون من خلايا مهدبة وخلايا مضربية غير مهدبة، وهي خلايا مميزة في القُصَيبات. بالإضافة إلى كونها متنوعة هيكلياً، فهي متنوعة وظيفياً أيضاً. إحدى وظائفها الرئيسية هي تخليق وإفراز منتجات البطانة داخل لمعة القصبات. وهذه المفرزات تتضمن الغليكوزأمينوغليكانات والبروتينات كالجسيمات الحالة (الليزوزيمات)، وتصريف الجزء الإفرازي للغلوبيولين المناعي IgA. كما تلعب دوراً دفاعياً هاماً، وتساعد أيضاً في تدرُّك المادة المخاطية المنتجة من الطرق الهوائية العلوية. إنَّ الطبيعة المتغايرة للحُبيبات الكثيفة الموجودة ضمن هيولى الخلايا المضربية تشير إلى أنها ليست جميعها ذات وظيفة إفرازية. فقد يحتوي بعضها على أنزيمات حالّة تقوم بدور الهضم، أما في الدفاع: تبتلع السمومَ المنقولة بالهواء وتفككها بواسطة أنزيماتها وهي أنزيمات السيتوكروم P-450 (وبخاصة CYP4B1 ، الموجودة في الخلايا المضربية فقط) حيث توجد في الشبكة الهيولية الباطنة الملساء، أو في عملية إعادة تدوير المنتجات الإفرازية. إنَّ الخلايا المضربية هي خلايا ناشطة بالانقسام الفتيلي، فهي تنقسم وتتمايز إلى كلا شكليْ الخلايا الظهارية المهدبة وغير المهدبة.

## دورها في المرض
تحتوي الخلايا المضربية على أنزيم تريبتاز، والذي يُعتَقد أنَّه مسؤول عن اختراق البروتين السطحي للراصة الدموية (هيماغلوتينين) لڤيروس الإنفلونزا A ، وبالتالي تفعِّل ذلك وتسبب أعراض الإنفلونزا. عند تعطيل بروتين I7Rn6 في الفئران، فإنّها تبدي نِفاخاً شديداً عند الولادة كنتيجة لاستنقاض (اختلال) جهاز غولجي وتشكيل التراكيب الحويصلية الزائغة (الشاذة) ضمن الخلايا المضربية. 
كما تُشاهَد الخلايا المضربية الخبيثة في السرطانة القصبيّة السنخيّة للرئة. تُستخدَم بروتينات الخلايا المضربية المصلية كواسمٍ بيولوجيّ لنفاذية الرئة. إنَّ التعرض لتلوث الهواء الجسيمائيّ قد يُعرِض ظهارة الرئة السليمة للخطر ويؤدي إلى تزايد سريع في نفاذية الحاجز الظهاري كانعكاس لتزايد التراكيز المصلية للخلايا المضربية.

## التسمية
دُعيَت الخلايا المِضْرَبيَّة سابقاً باسم خلايا كلارا، فأول مَن وصفها هو ماكس كلارا (1966-1899) في 1937. كان كلارا عضواً نشطاً في الحزب النازي، واستخدم أنسجة مأخوذة من ضحايا أعدمتهم الدولة النازيّة الثالثة لأبحاثه، بما في ذلك العمل الذي قاد إلى اكتشافه خلايا كلارا. وفي أيار /مايو 2012 فإن الهيئات التحريرية لمعظم الدوريّات التنفسية الرئيسية (بما في ذلك المجلة الصادرة عن جمعية أمراض الصدر الأمريكية، وجمعية الأمراض التنفسية الأوروبية وكلية أطباء الصدر الأمريكية) خلُصَت إلى أنّ الاسخدام المستمر لمُسمى كلارا يُعتبر تكريماً له، ولذلك فقد طُبِّقت سياسة تغيير الاسم والتي دخلت حيز التنفيذ في 1 يناير 2013. وقد استُخدِم مصطلح «كلارا» بجملة معترضة بعد مصطلح «الخلايا المضربية» لمدة سنتين، وبعد ذلك استُعيض عن مصطلحي «خلايا كلارا Clara cell» و «البروتين الإفرازي لخلايا كلارا Clara cell secretory protein» بشكلٍ جازم ليحلَّ مكانهما مصطلحي «الخلايا المِضْرَبية Club cell» و «البروتين الإفرازي للخلايا المضربية Club cell secretory protein»، على التتالي.